# Edward Joseph Drake
Edward Joseph Drake, més conegut com a Ted Drake, (Southampton, 16 d'agost de 1912 - Raynes Park, 30 de maig de 1995) fou un futbolista anglès dels anys 1930 i 1940 i posteriorment entrenador.

## Trajectòria
La seva trajectòria professional transcorregué en dos equips, el Southampton durant la primera meitat dels anys 1930 i l'Arsenal fins meitat dels anys 1940.
La seva millor etapa la visqué al club de Londres, on havia ingressat el març de 1934 amb un traspàs de 6.500 lliures. Guanyà dues lligues i una copa angleses. Fou màxim golejador de la lliga anglesa de futbol la temporada 1934-35 amb 42 gols. Pel que fa a la selecció anglesa, disputà cinc partits entre 1934 i 1938.
Durant la seva etapa d'entrenador destacà al Chelsea, on romangué durant gairebé una dècada i on guanyà l'única lliga de l'equip durant el segle xx.
També fou jugador de criquet. Debutà amb el Hampshire el 1931, jugant durant sis anys, primer com a amateur i després com a professional.
El 1998 fou escollit per la Football League a la llista de les 100 llegendes del futbol anglès.

## Palmarès
Com a jugador
Arsenal
- Lliga anglesa de futbol:
  - 1934-35, 1937-38
- Copa anglesa de futbol:
  - 1936

Com a entrenador
Chelsea
- Lliga anglesa de futbol:
  - 1954-55